# Hydrotrupes palpalis
Hydrotrupes palpalis är en skalbaggsart som beskrevs av Sharp 1882. Hydrotrupes palpalis ingår i släktet Hydrotrupes och familjen dykare. Inga underarter finns listade i Catalogue of Life.